# Castell (Unterfranken)
Castell este o comună din landul Bavaria, Germania. Deoarece există mai multe locuri geografice cu acest nume, atunci când este necesar se precizează astfel: Castell (Unterfranken).